# ラドスワフ・ソボレフスキ
ラドスワフ・ソボレフスキ（Radosław Sobolewski、1976年12月13日 - ）は、ポーランドの元サッカー選手。元ポーランド代表。ポジションはミッドフィールダー。

## 来歴
2003年8月にポーランド代表デビュー。2005年から多くの試合に出場、2006 FIFAワールドカップのメンバーにも選ばれた。2007年までに32試合に出場、1得点をあげた。

## 代表歴

### 出場大会
- ポーランド代表
  - 2006 FIFAワールドカップ

### 試合数
- 国際Aマッチ 32試合 1得点（2003年-2007年）[1]

| ポーランド代表 | 国際Aマッチ | 国際Aマッチ |
| 年             | 出場        | 得点        |
| -------------- | ----------- | ----------- |
| 2003           | 4           | 1           |
| 2004           | 0           | 0           |
| 2005           | 10          | 0           |
| 2006           | 10          | 0           |
| 2007           | 8           | 0           |
| 通算           | 32          | 1           |